# Света Троица (Локвени)
Вижте пояснителната страница за други значения на Света Троица.
„Света Троица“ или „Свети Дух“ (на македонска литературна норма: „Света Троица“) е православна църква в прилепското село Локвени, Северна Македония. Църквата е под управлението на Преспанско-Пелагонийската епархия на Македонската православна църква.
Църквата е гробищен храм, разположен в източната част на селото. Издигната е в 1936 година върху по-старо църквище и е осветена в същата година. В архитектурно отношение е сграда с централен купол и полукръгла апсида на изток.
Селските гробища около църквата са осквернени през март 2014 година.